# Драгојево
Драгојево (мкд. Драгоево) је насеље у Северној Македонији, у средишњем делу државе. Драгојево је село у саставу општине Штип.

## Географија
Драгојево је смештено у средишњем делу Северне Македоније. Од најближег града, Штипа, насеље је удаљено 6 km јужно.
Насеље Драгојево се налази у историјској области Лакавица. Насеље је положено у долини реке Криве Лакавице, леве притоке Брегалнице. Југозападно од насеља издиже се Конечка планина. Надморска висина насеља је приближно 360 метара.
Месна клима је умерено континентална.

## Становништво
Драгојево је према последњем попису из 2002. године имало 130 становника.
Већинско становништво су етнички Македонци (87%), а остали су Цинцари (11%). До почетка 20. века искључиво становништво у селу били су Турци.
Претежна вероисповест месног становништва је православље.